# Иидабаси (станция)
Станция Иидабаси (яп. 飯田橋駅 иидабаси эки) — крупная железнодорожная станция на линиях Тюо-Собу, Оэдо, Тодзай, Юракутё и Намбоку, расположенная на границе специальных районов Синдзюку, Тиёда и Бункё в Токио. Станция обозначена номером E-05 на линии Оэдо, N-10 на линии Намбоку, T-06 на линии Тодзай и Y-13 на линии Юракутё. На станции установлены автоматические платформенные ворота. На станции установлены платформенные раздвижные двери.

## Линии

### Наземные
- East Japan Railway Company
  - Линия Тюо-Собу

### Линии Метро
- Tokyo Metro
  - Линия Юракутё (T-06)
  - Линия Тодзай (Y-13)
  - Линия Намбоку (N-10)
- Tokyo Metropolitan Bureau of Transportation
  - Линия Оэдо (E-06)

## Планировка станции

### JR East
Одна платформа островного типа и два пути.
| 1 | ■ Линия Тюо-Собу | Отяномидзу, Акихабара, Тиба |
| 2 | ■ Линия Тюо-Собу | Ёцуя, Синдзюку, Митака      |

### Tokyo Metro
2 платформы бокового типа, 2 платформы островного типа и 6 путей.
| 1 | ○ Линия Тодзай | Отэмати, Тоётё, Ниси-Фунабаси, Цуданума, Тоё-Кацудай |
| 2 | ○ Линия Тодзай | Такаданобаба, Накано, Митака                         |

| 3 | ○ Линия Юракутё | Нагататё, Юракутё,Тоёсу, Син-Киба                       |
| 4 | ○ Линия Юракутё | Икэбукуро, Котакэ-Мукаихара, Вакоси, Синрин-Коэн, Ханно |

| 5 | ○ Линия Намбоку | Комагомэ, Одзи, Акабанэ-Ивабути, Урава-Мисоно   |
| 6 | ○ Линия Намбоку | Тамэикэ-Санно, Сироканэ-Таканава, Мэгуро, Хиёси |

### Toei
Одна платформа островного типа и два пути.
| 1 | ○ Линия Оэдо | Тотёмаэ (Пересдка на Тотёмаэ до станций Нэрима, Хикаригаока и Роппонги) |
| 2 | ○ Линия Оэдо | Рёгоку, Даймон                                                          |

## Близлежащие станции
| «                   |  | Линия          |  | »         |
| ------------------- |  | -------------- |  | --------- |
| Итигая              |  | Линия Тюо-Собу |  | Суйдобаси |
| Кагурадзака         |  | Линия Тодзай   |  | Кудансита |
| Эдогавабаси         |  | Линия Юракутё  |  | Итигая    |
| Коракуэн            |  | Линия Намбоку  |  | Итигая    |
| Утигомэ-Кагурадзака |  | Линия Оэдо     |  | Касуга    |